# Federação Internacional do Automóvel
A Federação Internacional de Automobilismo (português brasileiro) ou Federação Internacional do Automóvel (português europeu) (Fédération Internationale de l'Automobile, normalmente conhecida como FIA), é uma associação não lucrativa originalmente criada em 1904 e representa interesses sobre automobilismo e usos de automóveis. O atual presidente é o emiradense Mohammed Ben Sulayem, eleito em 2021.
Em 1950 organiza o seu primeiro campeonato internacional de automobilismo, a Fórmula 1, em 1973 organiza a WRC, categoria internacional de rali, em 1987 cria a WTCC com carros de turismo, em 1997 organiza seu campeonato de GT.

## Tipos de corridas
As competições da FIA envolvem as seguintes categorias:
- Monopostos - Compõem os chamados carros de fórmula, veículos construídos especificamente para corridas em asfalto, apenas com 1 lugar e geralmente com apêndices aerodinâmicos; Ex: Fórmula 1 e Fórmula E.
- Turismo - Compõem corridas com veículos modificados para corridas em asfalto; Ex: FIA GT World Cup.
- Protótipos Esportivos - Compõem corridas com veículos construídos especificamente para corridas, mas com dois lugares mantendo maior semelhança com os automóveis de estrada do que os monopostos; Ex: Campeonato Mundial de Endurance da FIA.
- Arrancadas - Corridas em arrancadas, geralmente com dois carros, disputada em uma reta com 1/4 de milha;
- Corridas off-road - Disputadas em circuitos fechados de terra ou mistos;
- Ralis - Disputada em grandes áreas de terra e/ou asfalto. Ex: Campeonato Mundial de Rali.

## Regulamento de circuitos
A FIA também é um órgão que inspeciona e regulamenta circuitos de acordo com suas normas tanto em circuitos mistos, como ovais e de rua, o plano de um circuito deve ter largura mínima de 12 m e extensão máxima de 7 km calculadas a partir do centro da pista. Curvas feitas a mais de 125 km/h devem ter raios constantes ou crescentes. No grid de largada, cada posição para o carro deve ter 2,50 m de largura, e deve ficar a 12 m de distância das posições anteriores e posteriores (para Formula 1 essa distância deve ser de 16 m).

## Diretoria

### Presidentes
| Association Internationale des Automobile Clubs Reconnus (AIACR) | Association Internationale des Automobile Clubs Reconnus (AIACR) | Association Internationale des Automobile Clubs Reconnus (AIACR) |
| Período                                                          | Presidente                                                       | Nacionalidade                                                    |
| ---------------------------------------------------------------- | ---------------------------------------------------------------- | ---------------------------------------------------------------- |
| 1904–1931                                                        | Étienne de Zuylen de Nyevelt                                     | França                                                           |
| 1931–1936                                                        | Robert de Vogüé                                                  | França                                                           |
| 1936–1946                                                        | Jehan de Rohan-Chabot                                            | França                                                           |
| Fédération Internationale de l'Automobile (FIA)                  |                                                                  |                                                                  |
| Período                                                          | Presidente                                                       | Nacionalidade                                                    |
| 1946–1958                                                        | Jehan de Rohan-Chabot                                            | França                                                           |
| 1958–1963                                                        | Hadelin de Liedekerke Beaufort                                   | França                                                           |
| 1963–1965                                                        | Filippo Caracciolo di Castagneto                                 | Itália                                                           |
| 1965–1971                                                        | Wilfred Andrews                                                  | Reino Unido                                                      |
| 1971–1975                                                        | Amaury de Merode                                                 | Bélgica                                                          |
| 1975–1985                                                        | Paul Alfons von Metternich-Winneburg                             | Alemanha                                                         |
| 1985–1993                                                        | Jean-Marie Balestre                                              | França                                                           |
| 1993–2009                                                        | Max Mosley                                                       | Reino Unido                                                      |
| 2009–2021                                                        | Jean Todt                                                        | França                                                           |
| 2021–presente                                                    | Mohammed Ben Sulayem                                             | Emirados Árabes Unidos                                           |
| Fonte:                                                           |                                                                  |                                                                  |

### Vice-Presidentes
- Alfredo César Torres - Vice Presidente 1988-1993 / Presidente Delegado para o Desporto 1993-1997.

## Galeria

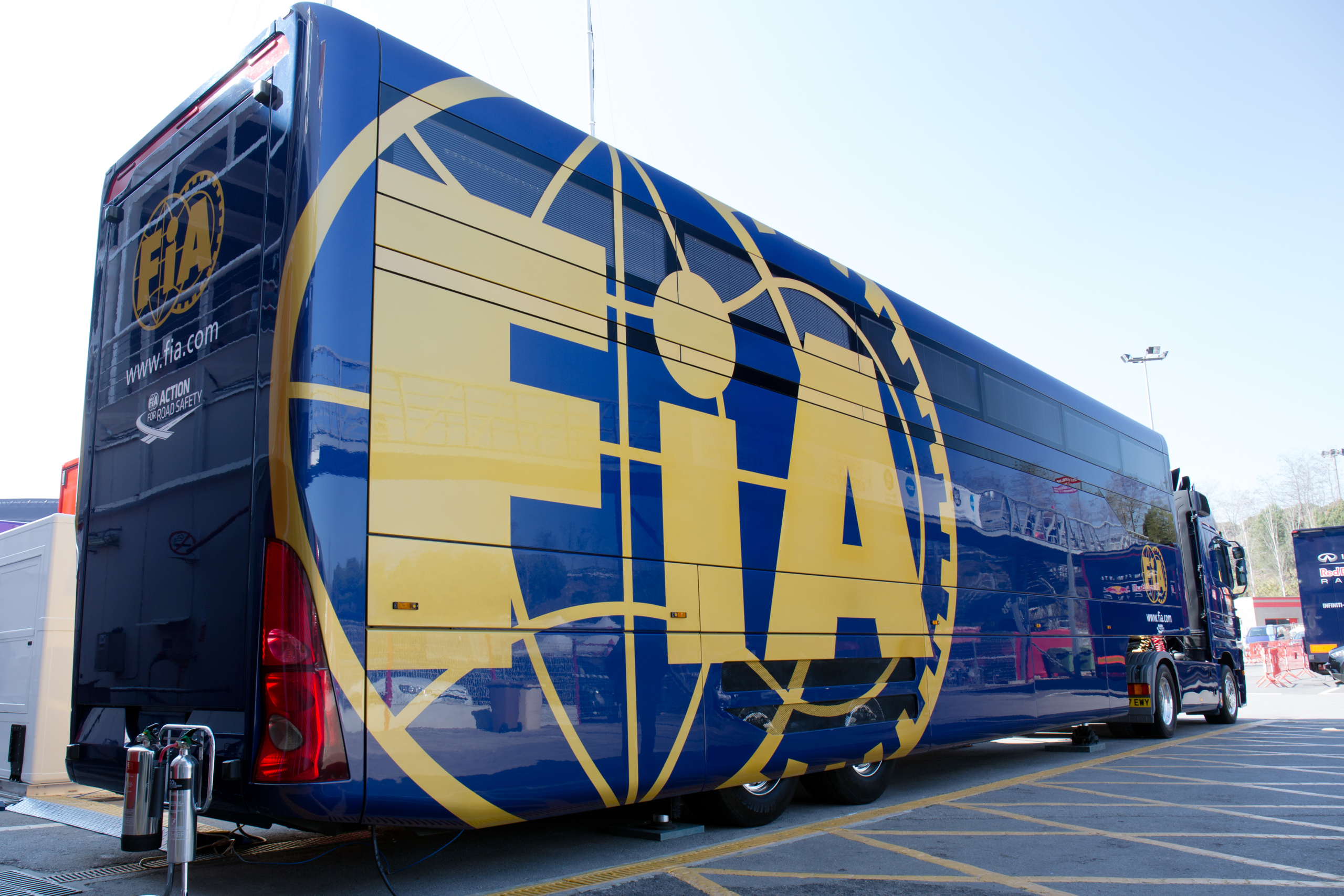
Veículo transportador da FIA durante os testes de pré-temporada em 2013 na Catalunha